# Bärensulsattel
Bärensulsattel är ett bergspass i Österrike. Det ligger i distriktet Murtal och förbundslandet Steiermark, i den centrala delen av landet. Bärensulsattel ligger 1 795 meter över havet.
Närmaste samhälle är Wald am Schoberpaß öster om Bärensulsattel.
I omgivningarna runt Bärensulsattel förekommer i huvudsak blandskog och grästäckta ytor.